# Archichlora ghesquierei
Archichlora ghesquierei är en fjärilsart som beskrevs av Debauche 1941. Archichlora ghesquierei ingår i släktet Archichlora och familjen mätare. Inga underarter finns listade i Catalogue of Life.